# Physalis arborescens
Physalis arborescens är en potatisväxtart som beskrevs av Carl von Linné. Physalis arborescens ingår i släktet lyktörter, och familjen potatisväxter. Inga underarter finns listade i Catalogue of Life.